# Geany
Geany är en liten integrerad utvecklingsmiljö för bl.a. programspråken C, Java, PHP, HTML, Python, Perl, Pascal. Programmet stödjer plattformarna Linux, FreeBSD, NetBSD, OpenBSD, MacOS X, AIX v5.3, Solaris Express och Windows.